# Mollinedia butleriana
Mollinedia butleriana là một loài thực vật thuộc họ Monimiaceae. Đây là loài đặc hữu của Honduras.